# Cephaloon varians
Cephaloon varians is een keversoort uit de familie Stenotrachelidae. De wetenschappelijke naam van de soort is voor het eerst geldig gepubliceerd in 1848 door Haldeman.